# Russell Malmgren
Russell „Russ“ Malmgren (* 16. April 1905 in Chicago, Illinois; † Oktober 1982 in Los Angeles, Kalifornien) war ein US-amerikanischer Tontechniker und Drehbuchautor, der einmal für den Oscar für die besten Spezialeffekte nominiert war.

## Leben
Malmgren begann seine Laufbahn als Tontechniker in der Filmwirtschaft Hollywoods 1930 bei dem Kriminalfilm Sisters von James Flood mit Sally O’Neil, Molly O’Day und Russell Gleason. Er arbeitete bis 1965 an der Herstellung von über fünfzig Filmen mit.
1944 arbeitete er an der Herstellung des von A. Edward Sutherland inszenierten Kriegsfilms Secret Command mit Pat O’Brien, Carole Landis und Chester Morris in den Hauptrollen mit und wurde für diesen Film zusammen mit David Allen, Ray Cory, Robert Wright sowie Harry Kusnick für den Oscar für die besten Spezialeffekte nominiert.
Neben seiner Tätigkeit als Tontechniker verfasste Malmgren 1945 die Drehbuchvorlagen für die beiden Kurzfilme Where the Pest Begins und Spook to Me.

## Filmografie
- 1930: The Last of the Lone Wolf
- 1944: Secret Command
- 1944: Modell wider Willen (Together Again)
- 1946: Gilda
- 1948: The Hot Scots (Kurzfilm)
- 1949: König des Dschungels (The Lost Tribe)
- 1949: Schweigegeld für Liebesbriefe (The Reckless Moment)
- 1949: Tokio-Joe (Tokyo Joe)
- 1949: Zwei Männer und drei Babies (And Baby Makes Three)
- 1950: Mein Glück in deine Hände (Alternativtitel: Dein Glück in meine Hände, No Sad Songs For Me)
- 1950: Die Lügnerin (Harriet Craig)
- 1950: Zwischen Mitternacht und Morgen (Between Midnight and Dawn)
- 1951: Der Rächer von Casamare (Mask of the Avenger)
- 1952: Mein Sohn entdeckt die Liebe (The Happy Time)
- 1965: Summer Children